# Behême
Behême (en wallon : Péme ou P'hême) est un village de la commune belge de Léglise, dans la province de Luxembourg.
Avant la fusion des communes de 1977, il appartenait à l'ancienne commune de Anlier

## Situation
Avec les localités voisines de Louftémont, Anlier et Vlessart, Behême est implanté dans une clairière entièrement entourée par la forêt d'Anlier.
Le village est traversé par la route nationale 40 Mons-Arlon appelée localement rue de la Chapelle. Il se situe aussi entre les villages de Léglise et Anlier situés aussi sur la route nationale 40.

## Patrimoine
La chapelle de Behême a été construite en 1893 par Pierre Chenot, un habitant du village. Elle se situe au coin de la rue de la Chapelle et la rue du Relais de la Damselle face à un groupe de marronniers et d'une croix en bois.

## Tourisme
Behême compte plusieurs gîtes ruraux.